# ヒルデ・ギューデン
ヒルデ・ギューデン（Hilde Güden, 1917年9月15日 - 1988年9月17日）は、ウィーン出身のソプラノ歌手である。ウィーン国立歌劇場やバイエルン国立歌劇場、ミラノ・スカラ座などで活躍し、20世紀最大のソプラノとも称された。

## 生涯
1917年9月15日、ウィーンに生まれる。音楽家の両親から歌の教育を受け、ウィーン音楽アカデミーにて学んだ。1935年にロベルト・シュトルツのオペレッタにてデビューを果たすと、1939年には家族とともにチューリッヒへと移り、チューリッヒ歌劇場で『フィガロの結婚』のケルビーノを歌ってオペラでのデビューを果たした。1942年にはバイエルン国立歌劇場と契約し、1942年から1945年にかけては、指揮者トゥリオ・セラフィンのもとローマやミラノの歌劇場に出演した。また、作曲者リヒャルト・シュトラウス自身の勧めもあって、ドイツやイタリアで『薔薇の騎士』のゾフィー役を歌った。
1946年にはザルツブルク音楽祭で『ドン・ジョヴァンニ』のツェルリーナ役を歌って大成功を収め、以降定期的に同音楽祭に出演することとなった。また、翌1947年にはウィーン国立歌劇場のメンバーになり、1973年まで務めた。また、ギューデンはミラノ・スカラ座、ベルリン・ドイツ・オペラ、バイエルン国立歌劇場にも所属し、ほかにもメトロポリタン歌劇場、コヴェント・ガーデン、エディンバラ国際フェスティバルといった、世界有数の歌劇場や音楽祭に客演した。ギューデンのレパートリーは幅広く、モーツァルト作品、オペレッタ、イタリア作品、リヒャルト・シュトラウスの作品などを歌った。
1988年9月17日、クロスターノイブルクにて死去。

## 評価
ギューデンは、「常に変わらぬ配役」を要求する指揮者カール・ベームが指名する歌手の1人であった。また、ドミニク・オスファテールはギューデンについて「あらゆる試練に耐えられる、完璧なテクニックをもったその声のおかげで、リヒャルト・シュトラウスの『ナクソス島のアリアドネ』のツェルビネッタのような最も難しい役もこなすことができる今世紀最大のソプラノとみなされている」と『ラルース世界音楽人名事典』で記している。